# Ujung Marisi
Ujung Marisi is een bestuurslaag in het regentschap Mandailing Natal van de provincie Noord-Sumatra, Indonesië. Ujung Marisi telt 309 inwoners (volkstelling 2010).